# Jamagucsi Motohiro
Jamagucsi Motohiro (Takaszaki, 1969. január 29. –) japán válogatott labdarúgó.
A japán válogatott tagjaként részt vett az 1998-as világbajnokságon.

## Statisztika
| Japán válogatott | Japán válogatott | Japán válogatott |
| Időszak          | Mérk.            | gól              |
| ---------------- | ---------------- | ---------------- |
| 1995             | 14               | 1                |
| 1996             | 13               | 2                |
| 1997             | 22               | 1                |
| 1998             | 9                | 0                |
| Összesen         | 58               | 4                |